# Trilogie omylů
Trilogie omylů (v anglickém originále Trilogy of Error) je 18. díl 12. řady (celkem 266.) amerického animovaného seriálu Simpsonovi. Scénář napsal Matt Selman a díl režíroval Mike B. Anderson. V USA měl premiéru dne 29. dubna 2001 na stanici Fox Broadcasting Company a v Česku byl poprvé vysílán 10. prosince 2002 na stanici ČT1.

## Děj
Díl se odehrává během jediného dne, který začíná tím, že Homer, Bart a Líza jsou Marge zavoláni na snídani, kde najdou lepkavé cereálie zvané müslix, které nechtějí jíst. Zatímco Bart se vymlouvá, že jde otevřít dveře Milhouseovi, Líza pomáhá Homerovi vymyslet výmluvu, jak se vyhnout snídani. 

### Homerův den
Líza ukáže Homerovi svůj projekt na školní vědecký veletrh, gramatického robota jménem Linguo, kterého Homer rozbije tím, že mu do krku nalije pivo. Krátce poté Marge při vaření omylem uřízne Homerovi palec a Spasitel pobíhá s uříznutým palcem po domě a nutí Homera, aby ho kvůli němu honil. Marge zavolá policii, ale když si myslí, že se chtěla pokusit o vraždu, dá jim falešnou adresu. Jakmile Homer získá palec, odjíždí s Marge do nemocnice. Cestou nabourají do auta Rainiera Wolfcastla a pak ho ukradnou. V nemocnici jim doktor Dlaha tvrdí, že pojištění jejich prstů nepokryje, protože palce nejsou zahrnuty mezi prsty, a tak odjedou na kliniku doktora Nicka. Protože Homerovi začíná vysychat palec, zastaví se U Vočka, kde dostane solný roztok. Když mu Vočko nabídne pivo, vyruší ho to a pak omdlí. Poté, co ho Barney probudí kávou, Homer vyběhne ven a vidí, že Marge je pryč. Stopne si Cletuse, který ho odveze k doktoru Nickovi, kde ale zjistí, že klinika hoří. Homer požádá Cletuse, aby ho odvezl do Shelbyvillské nemocnice, ale auto je mu ukradeno a Homer musí do nemocnice dojít pěšky. Jeho palec je už téměř úplně scvrklý a chystá se ho hodit do popelnice, když vtom výbuch vymrští Lingovu hlavu do vzduchu a ta přistane vedle Homera. 

### Lízin den
Líza musí opravit Lingua poté, co ho Homer rozbije, a v důsledku toho zmešká školní autobus. Jízdní kolo jí je ukradeno a Marge s Homerem odjedou bez ní. Proto běží městem, dokud ji nesveze Krusty a jeho řidič pan Teeny, jenž ji však omylem odveze do základní školy v západním Springfieldu, kde se setká s Theloniousem, studentem, který má stejné zájmy jako ona. Líza stále potřebuje svézt a se zastaví U Vočka, kde hledá svého otce, ale ten tam není. Spatří náčelníka Wigguma a požádá ho o svezení, ovšem ten je příliš zaneprázdněn sledováním Tlustého Tonyho s pomocí tajného informátora s odposlechem. Wiggum misi zpacká tím, že se ohlásí přes odposlech, a následně se ozve střelba. Homer přichází právě ve chvíli, kdy Líza odchází zadním vchodem. Venku Líza najde Marge čekající na Homera, a tak ji odveze do školy. Během cesty ale autu dojde benzín. Marge uvidí Cletusův automobil, a tak je sveze on. Když Cletus vystoupí z auta, ony – jelikož spěchají – auto ukradnou a odjedou do školy. Jsou však nuceny zastavit, když se před nimi z poklopu kanálu vynoří Bart. 

### Bartův den
Když Bart Milhouseovi půjčí Lízino kolo, jede spolu s Bartem do jeskyně, kterou našel a která je plná ohňostrojů. Dvojice některé vyzkouší, ale omylem zapálí kliniku doktora Nicka. Bart a Milhouse se schovají v budově, ale kvůli falešné adrese, kterou dala policii Marge, jsou oba chyceni. Policie chlapce požádá, aby jí pomohli najít pašeráka zábavní pyrotechniky výměnou za to, že se vyhnou vazbě pro mladistvé. Bart a Milhouse najdou Tlustého Tonyho a jeho kumpány a tajně jim nabídnou, že odkoupí jejich zábavní pyrotechniku. Když se však Wiggum ohlásí prostřednictvím přístroje přilepeného na Bartově břiše, Tlustý Tony pochopí, že o nich ví policie. Bart Tonyho před útěkem rozptýlí zapálením petard, a tak jsou chlapci pronásledováni kanalizací, dokud se neobjeví poblíž Marge a Lízy. Poté, co je Bart a Milhouse pronásledují po ulici, jsou zahnáni do slepé ulice. Aby je Marge zachránila, hodí Lingua na mafiány, kteří se Linguovi posmívají. Kvůli špatné gramatice gangsterů Linguo zkratuje, což způsobí, že jiskry z Linguova těla zapálí nedaleký ohňostroj, Linguo exploduje a jeho hlava vystřelí jako raketa. 

### Epilog
Tlustý Tony je zatčen právě ve chvíli, kdy přijíždí Homer, ale když Marge poukáže na jeho uříznutý palec a Lízin zničený vědecký projekt, Tlustý Tony navrhne řešení: Líza přivede mafiány na vědecký veletrh a jeden z kumpánů úspěšně přišije Homerův palec, zatímco Líza vypráví prezentaci pro svou třídu, čímž získá první místo na vědeckém veletrhu. Marge poznamená, že to byl „jeden bláznivý den“, což všechny rozesměje, ale rozrušený pan Teeny se obává, že zápletka epizody neměla smysl, a vyzve diváky, aby „to řekli lidem“.

## Produkce
Díl napsal Matt Selman a režíroval Mike B. Anderson. Selman se inspiroval komediálním thrillerem Go z roku 1999. Epizoda se původně anglicky jmenovala Go, Simpson Go v narážce na německý kriminální thriller Lola běží o život z roku 1998. Kvůli nelineární struktuře dílu bylo pro scenáristy obtížné psát vtipy pro tuto epizodu, protože „každá věc by ovlivnila příběh“.
V původním návrhu mělo druhé dějství zobrazovat Lízu cestující krátkým školním autobusem a setkávající se s dětmi se zábavným postižením, ale to bylo v té době považováno za „příliš radikální“. Produkční tým chtěl také vytvořit část zaměřenou na Marge, ale rozhodl se, že už hraje výraznou roli v prvních dvou pasážích.
Během produkce bylo pro štáb obtížné vybrat, kterými vtipy začít jednotlivé díly, protože všechny tři začínaly stejně. Také se debatovalo o vzhledu Homerova zkráceného palce. Štáb se rozhodl přidat palec, přestože postavy v Simpsonových nemají na prstech nehty. Náklady na Trilogii omylů byly nadprůměrné, a to i přes několikeré opakování stejné animace a očekávání produkčního štábu. Během výroby třetí části epizody odjel Selman na dovolenou a štáb musel dokončit pasáž bez něj.
Název dílu je odkazem na televizní horor Trilogy of Terror z roku 1975, v epizodě se objevuje řada narážek na film Go z roku 1999, příkladem je krádež auta Rainiera Wolfcastla Homerem a Marge poté, co jim Wolfcastle rozbije auto. Díl také paroduje film Gauneři z roku 1992 tím, že ukazuje stejné události, které se odehrávají z různých úhlů pohledu, a zároveň v ní zaznívá hudba podobná té, která zazněla ve filmu Lola běží o život v části Lízin den.

## Přijetí
Epizoda byla původně vysílána na stanici Fox ve Spojených státech 29. dubna 2001. 18. srpna 2009 vyšla na DVD jako součást boxu The Simpsons – The Complete Twelfth Season. Na audiokomentáři k epizodě na DVD se podíleli členové štábu Matt Groening, Mike Scully, Al Jean, Ian Maxtone-Graham, Rob Lazebnik, Matt Selman, Tim Long, Max Pross, David Mirkin a Mike B. Anderson. Na box setu se objevily i vymazané scény z dílu.
V původním vysílání dosáhl díl ratingu 8,4, což odpovídá přibližně 14,4 milionu diváckých domácností. V tom týdnu se jednalo o nejsledovanější pořad na stanici Fox.
Od svého odvysílání získala epizoda pozitivní hodnocení kritiků. 
Robert Canning z IGN v recenzi Flashback z roku 2008 označil epizodu za „vynikající“ díky několika postřehovým gagům a popkulturním odkazům. Došel k závěru, že se jedná o úžasný díl a že dokazuje, že seriál i přes celkový pokles kvality stále dokáže přinášet „svůj podíl kvalitních epizod“. Nakonec dílu udělil známku 9,0/10. Několik členů redakce IGN díl později označilo za nejlepší epizodu 12. řady.
Server AOL označil epizodu za 20. nejlepší díl seriálu. Colin Jacobson z DVD Movie Guide díl pozitivně přirovnal ke Speciálním čarodějnickým dílům a označil jej za „chytrý program, který důsledně baví“.
Server Screen Rant díl označil za nejlepší epizodu 12. řady.